# 吉川観方
吉川 観方（よしかわ かんぽう、1894年（明治27年） - 1979年（昭和54年)4月16日）は、大正時代から昭和時代にかけての京都の日本画家・版画家。

## 来歴
京都市に生れる。本名は賢次郎。1900年（明治33年）、まず書を岡阪鉄山に学んだ後、1901年（明治34年）、西堀刀水、竹内栖鳳に師事して日本画を学んでいる。1905年（明治38年）、京都市立一ツ橋小学校を卒業する。1907年（明治40年）、藤原重浪に和歌の添削を受け、1909年（明治42年）から浮世絵の研究を始めた。1913年（大正2年）に京都府立第一中学校を卒業、翌1914年（大正3年）に京都市立絵画専門学校予科に入学した。この頃、江馬務が主宰していた風俗研究会に参加、1916年（大正5年）に江馬が『風俗研究』を創刊してからは、同誌のために古画の模写や挿絵を担当していた。同じく大正5年、京都で初めて木版役者絵を制作、翌1917年（大正6年）に開催された第11回文展に「舞台のかげ」を出品、入選を果たし、1918年（大正7年）に京都市立絵画専門学校本科を卒業すると、松竹合名会社に入社、舞台意匠顧問となっている。1920年（大正9年）に京都市立絵画専門学校研究科を修了した。1922年（大正11年）、関西において初めて雲母摺り大錦判の役者絵を作っている。
このようにして、観方は関西における新版画作家として知られるようになり、役者絵のほか、風景画や美人画も残している。1923年（大正12年）、故実研究会を創立、その2年後の1925年（大正14年）に版元の佐藤章太郎商店から『観方創作版画 第壱集』を刊行し、三木翠山とともに木版画展を開催する。「観方創作版画第壱集　成駒屋の紙治　河庄の場」は、名取春仙が同じ題材で描いた中村鴈治郎の紙屋治兵衛を描いた作品であるが、観方の場合には、役者の特徴を捉えるというより、その風俗を正しく伝えており、上方絵にも通じるぬめっとした粘りのある個性が見て取れる。また、京都に育った観方は祇園にも親しみ、舞妓の風俗にも精通しており、これ以降は展覧会などには作品を発表をせず、故実研究会における活動が中心となり、浮世絵、時代風俗研究や資料収集に取り組んでいった。
観方は1926年（大正15年）に衣笠貞之助監督の映画「大坂夏の陣」の衣装を手掛けている。その後、1931年（昭和6年）、京都市長公舎において風俗参考資料特別展観を開催、1933年（昭和8年）には染織祭に参画している。翌1934年（昭和9年）、東山区の自宅に観方写生場を設けて、故実研究会の写会を開催した。なお、この会には上村松園なども参加していた。1936年（昭和11年）には東山区に故実研究会のための風俗博物館仮陳列場を設置している。1954年（昭和29年）の時代祭の際には婦人列装束調査委員として参画、また、この頃、全国各地で風俗資料展を開催している。1957年（昭和32年）には再び衣笠貞之助監督の映画「源氏物語 浮舟」の時代考証を行った。観方は1965年（昭和40年）に京都市から第1回観光事業功労賞を授与されたほか、翌1966年（昭和41年）には 、京都新聞社から文化賞を授与され、さらに1967年（昭和42年）、自治省からも地方自治功労者として賞牌を受けたうえ、1968年（昭和43年）には、京都市から第1回文化功労賞を授与された。1979年（昭和54年）逝去。享年84。
観方の収集品は美術品のほか、人形など多岐にわたっており、没後に奈良県立美術館、京都府立総合資料館、福岡市博物館などに寄贈された。

## 作品
- 「初代中村鴈治郎の紙屋治兵衛」　佐藤章太郎版　千葉市美術館所蔵　大正12年（1923年）
- 「円山の夜桜」　佐藤章太郎版　千葉市美術館所蔵　大正14年（1925年）
- 「観方創作版画第壱集　一 成駒屋の紙治　河庄の場」　佐藤章太郎版　京都府立総合資料館所蔵　大正14年（1925年）版
- 「観方創作版画第壱集 二 河内屋の権太」　佐藤章太郎版
- 「観方創作版画第壱集　三 松嶋屋の朝顔」　佐藤章太郎版
- 「観方創作版画第壱集 四 高嶋屋の源五兵衛」　佐藤章太郎版
- 「観方創作版画第壱集　五 雛三」　佐藤章太郎版　京都府立総合資料館所蔵
- 「観方創作版画第壱集 六 月」　佐藤章太郎版

## 編著書
- 『近世風俗画集 上巻』編 山本文華堂 1921
- 『浮世風俗画集』全7輯 編 平安精華社 1922-23
- 『吉川観方氏創作版画 第1集 佐藤章太郎商店 1925
- 『絵画に見えたる妖怪』正続 編著 美術図書出版部 1925-26
- 『かみの粧』編 京都精版印刷社 1927
- 『浮世絵の顔』中央美術社 1929
- 『衣服と文樣』著・編輯 京都原色版印刷社 1929
- 『初期浮世絵集 第1編 第1集』編 京都精版印刷社 1930
- 『雛形鑑』編 今吹天摩堂 1930
- 『名宝人形集』編 更生閣 1933
- 『二千六百年国史人形図帖』編 八宝堂 1940
- 『二千六百年風俗図史』故事研究会出版部 1941
- 『写真日本風俗史 巻第2 (公武男子風俗編)』編 故実研究会出版部 1943
- 『帯の変遷史』いづくら商事 1964
- 『日本女装史』編著 全日本人形師範会 1968
- 『日本の文様 染織編』全10集 日本の文様研究会編 解説 フジアート出版 1969-70
- 『日本の女装 きもの編』編著 じゅらく染織資料館 1970